# Гармата Гаста
Гармата Гаста була німецьким кулеметом з двома стволами яку розробив Карл Гаст з компанії Vorwerk und Companie у Бармені і яку використовували під час Першої Світової війни. Її унікальна автоматика могла вести вогонь з швидкістю у 1600 пострілів за хвилину. Пізніше схожий принцип автоматики було використано у серії авіаційних гармат ГШ-23Л.

## Опис
Зброя поєднує два стволи у один механізм, тому за рахунок віддачу одного ствола відбувається перезаряджання іншого. Боєприпаси подаються до гармати з двох вертикальних циліндричних барабанів, які розташовані з обох боків. У барабанах знаходиться по 180 набоїв німецького калібру 7,92 мм, подача йде завдяки стислій пружині. Досвідчений стрілець може замінити барабани за декілька секунд. Зброя може вести вогонь одиночними якщо одна зі сторін механізму не працює. 
Приблизна вага кулемета у 27 кг дозволила використовувати його у авіації; оптичний приціл було розташовано між двох стволів.  Проста конструкція дозволяла розгорнути його у польових у мовах за хвилину.

## Історія
У січні 1915, Карл Гаст винайшов зброю, яка стала відома як Gast-Maschinengewehr Modell 1917 (нім. кулемет Гаста модель 1917), під час роботу у компанії Форверк; перший кулемет було зроблено у 1916. Гаст отримав патенти 21 січня 1916 та 13 лютого 1917, описуючи свою зброю як «двоствольний кулемет з віддачею стволів». Під час випробувань було досягнуто темп вогню у 1600 постріл./хв.
У серпні 1917 демонстрації Гаста так вразили військових, що було замовлено 3000 кулеметів, з запасними частинами і 10-ма барабанами до кожного у компанії Vorwerk und Companie за ціною 6800 марок кожний. Поставка перших 100 кулеметів планувалася на 1 червня 1918, зі зростанням виробництва до 500 кулеметів на місяць до вересня 1918. Виробництво перевищило ці прогнози, тому до вересня 1918 планувалося виробити ще 6000 кулеметів. 
Версія кулемета під набій 13 мм (13×92 мм TuF), кулемет Гаста-Флігера, знаходилася у розробці і використовувала такі ж самі набої, що і кулемети Максима TuF і мала два вигнутих коробчастих магазини.
Кулемет рідко використовували і про його існування дізналися лише через три роки після перемир'я; у 1921 Союзна контрольна комісія нарешті дізналася про кулемет Гаста, коли було знайдено схованку з 25-ма кулеметами та боєприпасами у Кенігбергу. Гаст власноруч подав заявку на патент у 1920, який отримав у 1923. У армії США провели випробування кулемета Гаста і визнали його надійним і практичним. Однак йому не віддали перевагу, через більшу вартість порівняно зі звичайними кулеметами.

## Сучасне використання
Через кілька років концепція гармати Гаста була відроджена радянським інженерами, які прагнули збільшити темп стрільби автоматичних гармат, не звертаючись до систем Гатлінга або револьверних гармат. Попередні спроби або мали низьку швидкострільність, або використовували газовідводні барабани, жоден з яких не задовольняв потреб. Концепція Гаста була адаптована у автоматичній гарматі ГШ-23, яка замінила багато старих конструкцій. Також ця концепція використана у більшій гарматі калібру 30 мм.